# 爱别岳
愛別岳(あいべつだけ)位于日本北海道愛別町，標高 2,112.4米。根据世界測地系，该山坐标为東經43度42分28秒，北纬142度25分12秒。
该山位于大雪山國立公園内。在坡度平缓的大雪山系中属于比较险峻的一座山峰。
描写愛別岳的作品有画家足立源一郎的《愛別岳·比布岳》』（1953年）。